# ALWAYS (FUNKY MONKEY BABYSの曲)
「ALWAYS」（オールウェイズ）は、2006年6月21日に発売されたFUNKY MONKEY BABYS3枚目のシングル。

## 解説
- PVにペナルティが出演しており、ジャケットの写真にも出ている。
- CD EXTRAとして、「ALWAYS」のPVが収録されている。
- 清水エスパルスのイベント「CHALLENGE 5」においてテーマ曲として「ALWAYS」が採用され、2006年のJリーグ第20節清水-FC東京が行われた日本平スタジアム、また同23節清水-鹿島アントラーズが行われた国立競技場に出向いて同曲を披露した。

## 収録曲
1. ALWAYS
  - 作詞・作曲：FUNKY MONKEY BABYS　編曲：NAOKI-T
2. 西日と影法師
  - 作詞・作曲：FUNKY MONKEY BABYS　編曲：NAOKI-T
  - ｢MUSIC LOVERS｣にて、ファンキー加藤の母が一番好きな歌だと語っている。
3. ALWAYS（instrumental）
4. 西日と影法師（instrumental）